# Liste der österreichischen Botschafter in der Slowakei

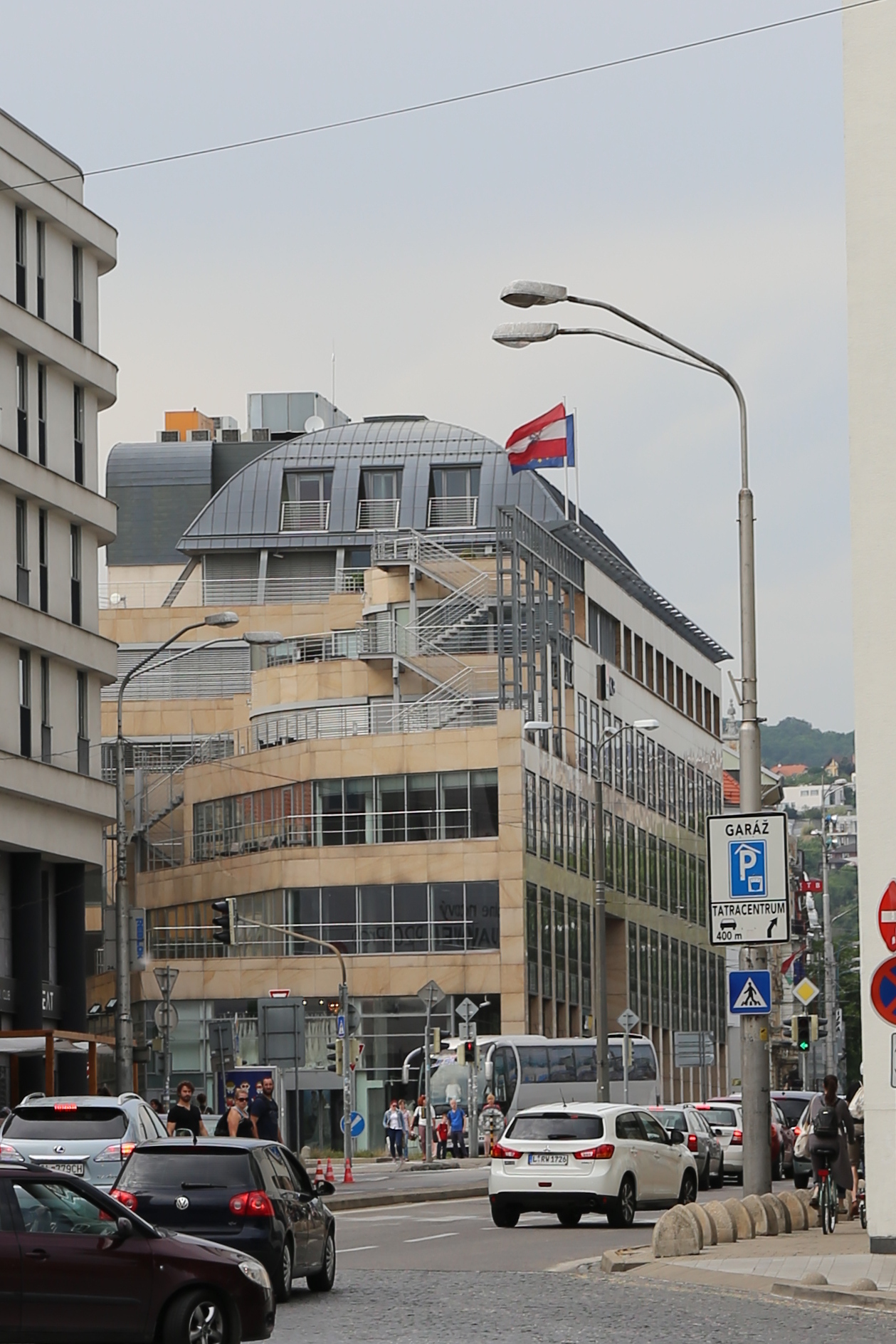
Österreichische Botschaft in Bratislava

Diese Liste der österreichischen diplomatischen Vertreter in der Slowakei enthält alle Botschafter der Republik Österreich in der Slowakischen Republik (slowakisch Slovenská republika). Amtssitz ist die Österreichische Botschaft in Pressburg (Bratislava).

## Geschichte
Bis zum Ende der Monarchie war die Slowakei Gebiet des Königreichs Ungarn, und die bilateralen Angelegenheiten Innenpolitik, ab 1867 zwischen den beiden Reichsteilen. Mit Gründung der Tschechoslowakei lief die Diplomatie über die Botschaft Prag und war nach dem Zweiten Weltkrieg vom Kalten Krieg überschattet, durch die Neutralität Österreichs aber durchaus kollegial.  Nach dem Fall des Eisernen Vorhangs und der friedlichen Trennung in die beiden heutigen Staaten (Stichtag 1. Januar 1993) wurde das Generalkonsulkonsut Bratislava unmittelbar zur Botschaft aufgewertet.
Standort der Botschaft war bis 2012 das Palais Pálffy in der Ventúrska ulica. Dann übersiedelte die Botschaft in den Astoria Palace am Hodžovo námestie (Hodža-Platz). Die Eröffnungsfeier fand am 14. September 2012 statt.
Die Slowakei gilt, nach ersten Anlaufschwierigkeiten, heute als das Musterland der EU-Osterweiterung (2004), und die Zusammenarbeiten sind intensiv. Wien und Bratislava, das direkt an der österreichischen Grenze liegt, bilden die Europaregion Centrope (2003 begründet), dem sich in den 2010ern am schnellsten entwickelnden Wirtschaftsraum Europas.

## Österreichische Botschaft in Bratislava
Sitz der Botschaft ist in Bratislava, in der Hodzovo námestie 1/A (Astoria Palace), unweit des Grasalkovičov palác (Präsidentenpalast).
Zur Botschaft gehört auch:
- Kulturforum Pressburg

Weitere Stellen sind
- AußenwirtschaftsCenter Pressburg (Handelsabteilung der Österreichischen Botschaft Pressburg)[6]
- Österreich-Institut Pressburg[7]
- Compress PR – Verbindungsbüro der Stadt Wien[8]

## Missionschefs
| Ernannt/ Akkreditiert | Name                    | Bemerkungen                                                                     | ernannt während der Regierung von | akkreditiert bei Staatsoberhaupt | Posten verlassen |
| --------------------- | ----------------------- | ------------------------------------------------------------------------------- | --------------------------------- | -------------------------------- | ---------------- |
| 1993                  | Maximilian Pammer       | erster Botschafter Österreichs in Pressburg (vorher Generalkonsul ab Dez. 1992) | Vranitzky III                     | Vladimír Mečiar Michal Kováč     | 1996             |
| 1997                  | Gabriele Matzner-Holzer | Außerordentlicher und bevollmächtigter Botschafter                              | Klima                             | Michal Kováč Rudolf Schuster     | 2001             |
| 2002                  | Martin Bolldorf         | Außerordentlicher und bevollmächtigter Botschafter                              | Schüssel I                        | Rudolf Schuster Ivan Gašparovič  | 2006             |
| 2006                  | Helmut Wessely          | Außerordentlicher und bevollmächtigter Botschafter                              | Schüssel II                       | Ivan Gašparovič                  | 2010             |
| 2010                  | Josef Markus Wuketich   | Außerordentlicher und bevollmächtigter Botschafter                              | Faymann I                         | Ivan Gašparovič                  | 2014             |
| September 2014        | Helfried Carl           | Außerordentlicher und bevollmächtigter Botschafter                              | Faymann II                        | Andrej Kiska                     | Jänner 2019      |
| 13. März 2019         | Margit Bruck-Friedrich  | Außerordentlicher und bevollmächtigter Botschafter                              | Kurz I                            | Andrej Kiska                     | September 2023   |

Quelle: ÖSG